# Боровлянский сельсовет (Минская область)
Боровля́нский сельсовет (бел. Бараўля́нскі сельсавет) — административно-территориальная единица Минского района Минской области Республики Беларусь. Административный центр — агрогородок Лесной.

## Географическое положение
На территории сельсовета располагается 10 учреждений здравоохранения республиканского, областного и районного подчинения.

## История
Боровлянский сельсовет образован 9 августа 1979 года в составе Минского района Минской области с населённых пунктов Зеленолужского сельсовета (11 населённых пунктов: деревни Боровая, Боровляны, Валерьяново, Вербицкие, Дроздово, Заболотье, Копище, Малиновка, Уручье, Чертяж и посёлок Лесной), Колодищанского сельсовета (4 населённых пункта: деревни Жуков Луг, Королев Стан, Скураты, Слободщина) и Острошицко-Городокского сельсовета (3 населённых пункта: деревни Курганы, Лесковка и посёлок Опытный). 
20 октября 2011 года на территории сельсовета образован посёлок Сонечный (бел. пасёлак Сонечны).

## Состав
Боровлянский сельсовет включает 18 населённых пунктов:
- Боровая — деревня.
- Боровляны — деревня.
- Валерьяново — деревня.
- Вербицкие — деревня.
- Дроздово — деревня.
- Жуков Луг — деревня.
- Заболотье — деревня.
- Копище — деревня.
- Королев Стан — деревня.
- Курганы — деревня.
- Лесковка — деревня.
- Лесной — агрогородок.
- Малиновка — деревня.
- Опытный — посёлок.
- Скураты — деревня.
- Слободщина — деревня.
- Сонечный — посёлок.
- Чертяж — деревня.

Упразднённые населённые пункты:
- Уручье — деревня